# Krav Maga Women Protect
Krav Maga Women Protect (KMWP, de son nom complet, « Krav Maga Women Protect Charity Association ») est une association française à but non lucratif, créée le 15 février 2017, ayant pour objectif « d'aider les femmes à réagir face aux situations d'agression », notamment par l'apprentissage des méthodes de défense personnelle, spécifiquement le krav-maga. Elle est notamment en lien avec la Red Brigade Trust de Lucknow (Inde), auprès de laquelle elle organise des cours adressés aux femmes indiennes.
L'association est affiliée à la fédération européenne de krav-maga (FEKM), partenaire de son action.

## Historique
En 2016, un groupe de pratiquants du krav-maga, membres de la fédération européenne de krav-maga, organise une collecte de fonds pour lancer une mission sur le sous-continent indien, afin d'apprendre cet art aux femmes indiennes, qui sont fortement exposées à des agressions sexuelles, souvent impunies par les autorités. Ils ont été touchés, via un reportage de CNN, par le travail de la Red Brigade Lucknow, qui apprend l'autodéfense aux jeunes filles de l'Uttar Pradesh. L'argent collecté permet le départ de quatre instructeurs auprès de l'association indienne en novembre 2016, et leur démarche rencontre un franc succès auprès des « survivantes » (comme elles se nomment) auxquelles ils enseignent les techniques de base de leur discipline.
Ces formations sont peu à peu également organisées dans les universités, ainsi que, à la demande de certains responsables d'ateliers, sur le site de travail de femmes actives, et les instructeurs sont fortement invités à revenir pour continuer leurs cours. Un deuxième voyage est organisé en juillet 2017, via le soutien financier de divers mécènes, comme la Fédération et le fonds Patron Capital (en), dont la directrice Géraldine Schmit, pratiquant le krav-maga, devient la trésorière de la KMWP à sa création. Le second voyage rassemble à nouveau quatre instructeurs, deux précédemment partis (un des huit plus hauts gradés d'Europe, fondateur et président de l'association ; un membre d'une unité d'élite de la Police nationale), et deux nouvelles recrues (la fondatrice d'une agence de mannequins, première « patronne » d'un club de krav-maga en France ; la directrice marketing d'un grand groupe de médias, militante féministe).
Considérant l'âge moyen de leurs participantes (15 ans) et leur faible taille, les instructeurs de l'association ont dû les convaincre que malgré ces apparents handicaps, elles pouvaient se défendre elles-mêmes, facilitant cette prise de conscience par l'apprentissage des réactions rapides, face à des agresseurs généralement pris par surprise. La rage et l'envie de vivre des jeunes filles les ont aidé à recevoir cette formation leur permettant de retrouver une confiance qui, selon les formateurs, est l'écho de la devise du fondateur du krav-maga, Imi Lichtenfeld : « que tout le monde puisse marcher en paix » .
L'association organise un troisième voyage en Inde en juillet 2018.

## Autres actions
L'association, en partenariat avec la Fédération européenne de krav-maga, a organisé en mars 2018 sur le territoire français des ateliers de découverte de cette discipline pour la Journée internationale des droits de la femme, comme à Caussade (Tarn-et-Garonne) ou à Andilly (Val-d'Oise). Elle y a présenté des techniques spécifiques pour lutter contre des situations d'agression auxquelles les femmes sont le plus souvent confrontées : agressions sexuelles, violences (strangulation, tirage de foulard, etc.).
Elle est également partenaire d'autres associations locales de krav-maga qui mettent en place de tels ateliers de manière plus régulière, telle l'association « Krav-maga cross training Thionville-Metz », qui a mis sur pied un cycle d'apprentissage complet à destination du même public. Ces cours bénévoles, donnés dans plusieurs villes lorraines, permettent également de récolter des fonds pour la KMWP.